# Должок Олег Олександрович
Оле́г Олекса́ндрович Должо́к — солдат Збройних сил України, учасник російсько-української війни. Призер Ігор нескорених-2023.

## З життєпису
Родом із села Заградівка; там же проживає його бабуся Людмила Федорівна. До початку повномасштабної війни працював шахтарем на підприємстві «Суха Балка». Професію опанував у технічному університеті. Після закінчення навчання працював інженером-механіком на подрібнювальній фабриці ГЗК. 2020 року прийшов працювати прохідником на шахту «Ювілейна». Утворив родину з дівчиною Анастасією.
Пішов у військкомат 25 лютого 2022 року. Військовослужбовець 60-ї окремої механізованої Інгулецької бригади. З березня 2022-го приступив на бойове чергування поблизу села Орлове на Херсонщині. 11 березня 2022 підбив два танки з гранатомета в одному бою; біля нього розірвався танковий снаряд — зачепило руку і нервові закінчення. Важке поранення він дістав на Херсонщині, зупиняючи ворожу колону, яка рухалася на Кривий Ріг.
На Іграх нескорених-2023 здобув срібну нагороду у спринті (320 м). Посів 4-ту сходинку у веслуванні (витривалість, IR3).

## Нагороди
За особисту мужність і героїзм, виявлені у захисті державного суверенітету та територіальної цілісності України, вірність військовій присязі під час російсько-української війни, відзначений — нагороджений
- орденом «За мужність» III ступеня[1]
- Нагрудний знак «За взірцевість у військовій службі» III ступеня (НГШ)